# Wohnhaus Bahnhofstraße 63
Das Wohnhaus Bahnhofstraße 63 in Eystrup in der niedersächsischen Samtgemeinde Grafschaft Hoya stammt aus dem Anfang des 20. Jahrhunderts.
Das Gebäude wird auch aktuell (2022) als Wohnhaus genutzt.
Das Gebäude steht unter Denkmalschutz (siehe auch Liste der Baudenkmale in Eystrup).

## Beschreibung
Das ein- und zweigeschossige traufständige verklinkerte differenzierte villenartige Gebäude mit Krüppelwalm- und Satteldach und einem mittigen zweigeschossigen dominanten Giebelrisalit wurde mit Dekor an Fenstern und Fassade teils im Jugendstil 1911 (Inschrift) gebaut. Der Giebel erhielt Zierfachwerk. Der hintere Anbau mit einem Verbindungstrakt diente als Wirtschaftsteil. Die ursprüngliche Haustür, Fenster, Innentüren und Treppe sind erhalten. In der Eingangshalle ist ein Terrazzoboden mit Ornament.
In einer Bildergalerie des Heimatvereins wird die Bahnhofstraße gezeigt.
Das Niedersächsische Landesamt für Denkmalpflege befand: „… geschichtliche Bedeutung … als zur Straße orientiertes, repräsentativ gestaltetes Wohnhaus mit schmuckvoller Fassade …“